# 桑德斯縣 (內布拉斯加州)
桑德斯县（英語：Saunders County）是美国內布拉斯加州東部的一個縣，面積1,965平方公里。根據美国人口普查局2022年的估計，共有人口23,118人。縣治瓦胡（Wahoo）。該縣成立於1856年1月26日（原名卡爾霍恩縣，1862年1月8日改名），縣政府成立於1866年11月10日；縣名紀念內布拉斯加領地總督、聯邦參議員艾文·桑德斯。